# 外野
外野（がいや）とは、野球やソフトボールでは内野以外のフェアゾーン、ドッジボールでは内野の区域外のスペースを言う（ただし現在の日本ドッジボール協会の公式ルールでは区域は限られている）。
また、「部外者」「仲間外れ」「関係者・当事者でない」などの意味の俗語にもなっている。

## 概要

### 野球
公認野球規則による厳密な定義は、本塁・一塁・二塁・三塁を頂点とする正方形（ダイヤモンド）を内野とし、内野以外のフェアゾーンを外野とする。しかし、一塁 - 二塁間および二塁 - 三塁間のベースラインより後方に引かれたグラスラインが内野と外野の境界と解釈されることが多く、グラスラインはインフィールドアークとも表現される。
グラスラインは、天然芝球場では土と芝の境界、土色と芝色で着色された全面人工芝球場ではその境界となっており、芝色のみで着色された全面人工芝球場では白線が引かれている。なお、グラスラインは公認野球規則で投手板の中心から半径95フィートの距離（許容誤差±1フィート）と規定されているが、日本では適用されない。例えば、阪神甲子園球場のグラスラインは半径95フィートを大きく超えている。
また外野ではインフィールドフライが適用外であるとも思われているが、あくまで「内野手が普通の守備行為をすれば捕球できる」フライに適用されるため、内外野どちらに落ちるかは関係ない。「原注」でグラスラインやベースラインは関係ないと明示されている。

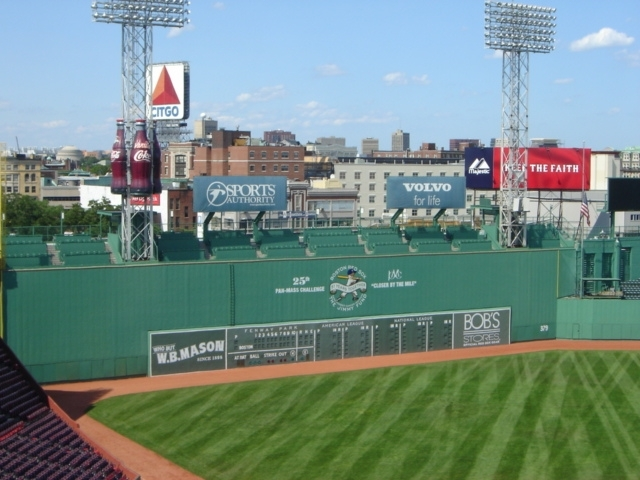
フェンウェイパーク。フェンス際の土の領域がウォーニングゾーン。

フェンスの手前数メートルの領域には、外野手が打球を追いながら後退する場合に、目で見なくても足元の感触でフェンスまで近いかどうかが分かるよう、芝が無くなっていたりラインが引かれていたりする。その領域はウォーニングゾーン (Warning zone) もしくはウォーニングトラック (Warning track) という。日本ではゾーンと呼ばれることが多い。
ウォーニングゾーンの設置は公認野球規則では義務付けられていないが、日本ではほとんどの球場でウォーニングゾーンが設けられている。その距離も球場によりまちまちだが、概ね外野フェンスから3 - 5メートルをウォーニングゾーンとしている。
NPBの本拠地球場のうち外野が天然芝の4球場のウォーニングゾーンは、MAZDA Zoom-Zoom スタジアム広島とエスコンフィールドHOKKAIDOの2球場は土（アンツーカー）という一般的な仕様だが、楽天モバイルパーク宮城と阪神甲子園球場の2球場は人工芝という珍しい仕様になっている。なお、楽天モバイルパーク宮城は土色に着色された人工芝だが、阪神甲子園球場は芝色に着色された人工芝であるため、白線が引かれている。
走者が打球判断を誤り、外野手からの返球によりフォースアウトとなった場合や、塁の空過により進塁義務のある塁で走者や打者走者がアピールアウトになった場合は打者に外野ゴロが記録される。これ以外にも、右翼手からの非常に速い返球で打者が一塁でアウトになるライトゴロはプロ野球でも何度か記録されている。
プロ野球においてはレフトゴロで打者が一塁で刺されたことはないが、「レフトゴロ本塁併殺」という記録がある。詳細はゴロ#記録を参照のこと。東京六大学野球で大沢啓二が左翼手を務めていた時に、打者走者を一塁到達前に刺したことによるレフトゴロを成立させたと言われている（本人曰く、狙って前進守備をしていた）。

### ドッジボール
以下は日本ドッジボール協会の公式ルールに基づく。区域は内野の外側で、センターラインに近い場所は含まれない。ゲームの最初に任意の人数が配置される。ボールが当てられても外に出る事はなく、内野にいる相手チームの人を当てると内野に復帰できる。ただしスーパードッジボールルールでは、内野にいる相手チームの人を当てても内野に復帰できない。